# Blisworth Tunnel
De Blisworth Tunnel is een scheepvaarttunnel tussen Stoke Bruerne en Blisworth in het Engelse graafschap Northamptonshire. De tunnel maakt deel uit van het Grand Union Canal, dat Londen met Birmingham verbindt.
De tunnel is 2813 m lang, en daarmee de op twee na langste kanaaltunnel van het Verenigd Koninkrijk, en de op acht na langste kanaaltunnel ter wereld. De tunnel werd gebouwd tussen 1793 en 1805. In de jaren 1980 werd de tunnel grondig gerenoveerd. Op verschillende plaatsen werden prefabbetonringen geplaatst. Bij de renovatie werden nieuwe materialen uitgetest, die later werden gebruikt bij de aanleg van de Kanaaltunnel. Een van de ongebruikte prefabbetonringen is te zien bij het zuidelijke tunnelportaal.